# Веларі (Хунедоара)
Веларі (рум. Vălari) — село у повіті Хунедоара в Румунії. Входить до складу комуни Топліца.
Село розташоване на відстані 298 км на північний захід від Бухареста, 25 км на південний захід від Деви, 138 км на південний захід від Клуж-Напоки, 116 км на схід від Тімішоари.

## Населення
За даними перепису населення 2002 року у селі проживали 44 особи, усі — румуни. Усі жителі села рідною мовою назвали румунську.